# Guldtacka

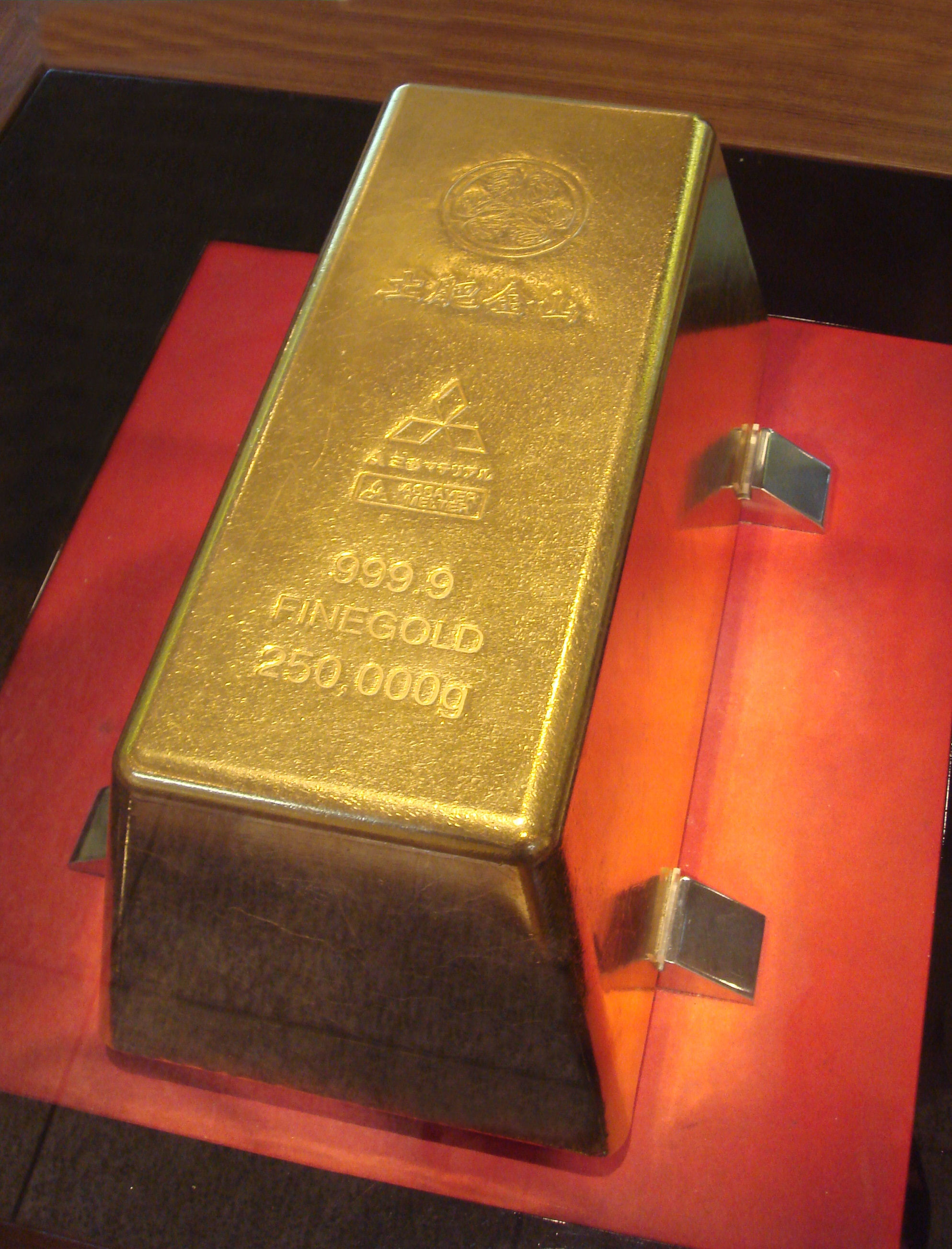
Världens största guldtacka, med en vikt av 250 kg.

En guldtacka är ett massivt gjutet stycke guld (tacka). Formen kan variera, men en normal svensk guldtacka väger cirka 12,5 kg (12,5066 kg, 402,09 troy ounces) och har en guldhalt på 99,99 procent (=24 karat). Densiteten är 19,3 g/cm³ vid 24K. Den har en volym på 0,65 liter. 
Internationellt brukar guldtackor vara på 400 troy ounces (12,4414 kg). Detta är detsamma som 438,9 "vanliga" ounce (avoirdupois).
Guldtackor framställs genom affinering av dorétackor. Dessa är "råtackor" med en blandning av guld och silver (exempelvis 3/4 guld och resten silver och slagg) som produceras efter anrikning av malm.
Numera produceras guldtackor i första hand för att förvaras. I industriellt syfte använder man istället guld i form av granuler.
En guldtacka har inga lagstadgade mått. Däremot behöver den, för att få säljas på London Metal Exchange, vara möjlig att stapla.
Världens tyngsta guldtacka tillverkades 2005 av japanska Mitsubishi Materials Corporation. Den väger 250 kg och har en renhet på 99,999 procent guld. Tackan står utställd på Toi guldmuseum på Izuhalvön i Japan, ett museum som helt fokuserar på guldletandets historia i landet.

## Etymologi
Ordet guldtacka finns i svensk skrift sedan 1804. En äldre synonym är guldbarr (från 1719, efter franskans barre och engelskans bar i betydelsen 'stång').